# Кастель-ді-Сассо
Кастель-ді-Сассо (італ. Castel di Sasso) — муніципалітет в Італії, у регіоні Кампанія,  провінція Казерта.
Кастель-ді-Сассо розташований на відстані близько 170 км на південний схід від Рима, 39 км на північ від Неаполя, 14 км на північ від Казерти.
Населення — 1177 осіб (2014).
Щорічний фестиваль відбувається 3 лютого. Покровитель — святий Власій.

## Демографія
Населення за роками:

Станом на 1 січня 2023 року в муніципалітеті офіційно проживав 31 іноземець з 8 країн, серед них 8 громадян країн Євросоюзу та 5 громадян України.

## Сусідні муніципалітети
- Каяццо
- Капуа
- Лібері
- П'яна-ді-Монте-Верна
- Понтелатоне